# DeJuan Collins
DeJuan Collins (Youngstown, Ohio, Estados Unidos, 20 de noviembre de 1976) es un exjugador de baloncesto estadounidense. Jugaba en la posición de base.

## Trayectoria Deportiva
El base estadounidense se formó en la Universidad de Luisiana, donde jugó en la campaña 1997-98 exhibiendo buenos números para ser un debutante (10 puntos, 5 rebotes y 4 asistencias). Tras despuntar mucho con Tuskegee en la NAIA (22.9, 4.8 y 4) inició su periplo por el ‘Viejo Continente’ en Alemania, fichando en la temporada 2000-01 por el SV 1903 Tubingen de la Segunda División alemana. Sus excelentes números (20.6, 7.4 y 5.9) le facilitaron el salto a la Bundesliga en la 01-02 y posteriormente su pase al Alba Berlín, uno de los grandes del baloncesto teutón.
El jugador de 1.88 de estatura, ha demostrado su calidad en distintos países, posee unas características de juego que se ajustan a la perfección al objetivo del club de construir el cambio de dinámica del equipo a partir de la defensa. Collins es un base atlético, como demuestra su habilidad en los mates, y cuya intensidad en defensa no le impide mostrar una apreciable capacidad anotadora. En su palmarés lucen diversos títulos entre los que destacan los de Liga y Copa en Alemania (2003) con el Alba Berlín, y los mismos en Lituania, donde se adjudicó las ligas 07 y 08, y la Copa 08, así como la Liga Báltica en 2008, todos ellos con el Žalgiris Kaunas. Además, se proclamó en 2005 finalista de la Copa griega con el Aris Salónica.
En la 2002-03 se estrenó con doblete de títulos en el Alba acreditando unos números de 12.2 puntos, 3.7 rebotes y 2.6 asistencias, en la competición liguera; y 16.1, 3.6 y 2.6 en la Euroliga; registros similares llegaron en su segunda temporada en Berlín (13.5, 3.9 y 3.7 en Liga; y 16.6, 4.2 y 2.5 en Euroliga). En la 04-05 fichó por el Aris Salónica, donde también rayó a un gran nivel, exhibiendo una media de 13.2, 3.3 y 3.5 en la liga griega, así como 18, 3.3 y 3 en la Uleb Cup.
Collins también ha tenido la oportunidad de comprobar el nivel del baloncesto italiano, ya que jugó en la campaña 05-06 con el Pallacanestro Varese, promediando 14.6, 3.9 y 2.9, mientras que en la siguiente temporada volvió a Alemania con el Bamberg (14, 3.6 y 4.4, y 14.3, 3.4 y 4.3 en Uleb Cup). A mediados de temporada lo contrató el Žalgiris Kaunas, con el que mantuvo el nivel tanto en la Liga lituana como en la Euroliga; en la 07-08 lo confirmó en Kaunas con unos números de 8.6, 2.8 y 5 en la liga, y 10.8, 3.9 y 5.3 en la Euroliga.

## Clubes
- Louisiana State University (NCAA)
- SV 1903 Tubingen: 1999-2000
- ALBA Berlin: 2000-2004
- Aris Salónica: 2004-2005
- Pallacanestro Varese: 2005-2006
- Brose Baskets: 2006
- Žalgiris Kaunas: 2006-2008
- Lokomotiv Rostov: 2008-2009
- Cajasol (ACB): 2009
- EK Kavala (A1 Ethniki):[3] 2009-2010
- Žalgiris Kaunas: 2010-2012
- Al Riyadi Beirut: 2012
- Krasnye Krylya Samara: 2013